# Donald Duck in Maui Mallard
Donald in Maui Mallard (другое название — Maui Mallard in Cold Shadow) — видеоигра в жанре платформер, разработанная и изданная компанией Disney Interactive для игровой платформы Sega Mega Drive/Genesis в 1995 году. В следующем году была портирована компанией Eurocom на приставку SNES. Чуть позднее в том же 1996 году Disney Interactive выпускает порт на операционную систему Windows. В 1998 году игра портирована на Game Boy компанией Bonsai Entertainment.
Оригинальная версия для Sega Mega Drive/Genesis вышла только в Европе и Бразилии. Её релиз в Северной Америке был отменен из-за эксклюзивного контракта с компанией Nintendo, издавшей на своей приставке SNES собственную версию, которая достаточно сильно отличалась от оригинала игры.

## Обзор игры
Игра представляет собой платформер с боковым сайд-скроллингом и двухмерной графикой. Селезень по имени Мауи (роль исполняет Дональд Дак) разыскивает пропавшего идола острова. Как и в большинстве игр жанра, персонаж перемещается по уровням, уничтожает врагов и собирает полезные предметы.
Ключевой особенностью геймплея является разделение главного героя на две сущности — гавайца и ниндзю, — каждая из которых обладает своими незаменимыми умениями. В некоторых уровнях игроку предстоит перевоплощаться не один раз.
В игре представлено несколько видов оружия, которые игрок волен смешивать в различных комбинациях. Также Дональд, собрав значки инь-ян, получает возможность превратиться в ниндзя, вооружённого шестом. С помощью шеста можно атаковать врагов, цепляться за выступы и преодолевать препятствия.

## Оценки
| Сводный рейтинг    | Сводный рейтинг |
| Агрегатор          | Оценка          |
| ------------------ | --------------- |
| GameRankings       | 80,90 %         |
| Иноязычные издания |                 |
| Издание            | Оценка          |
| EGM                | 8,12/10 (SNES)  |
| GameSpot           | 7/10 (WIN)      |
| Nintendo Power     | 4,3/5           |

Информационный сайт All Game Guide оценил версию для SNES в 4,5 балла из 5, а журнал EGM — в 8,1 балла из 10.